# Fosfatidylserin
Fosfatidylserin (forkortet Ptd-L-Ser eller PS) er et fosfolipid indeholdende aminosyren serin. I cellemembraner holdes fosfatidylserin typisk i det indre blad af cellemembranen (mod cytosolsiden) af enzymet flippase. Når en celle undergår apoptose (programmeret celledød), flyttes nogle af fosfatidylserin-molekylerne til overfladen af cellen som et signal til fagocytterne om at æde den døde celle.